# 대한민국 형법 제357조
대한민국 형법 제357조는 배임수증재에 대한 형법 조문이다.

## 조문
연혁 제357조(배임수증재) ① 타인의 사무를 처리하는 자가 그 임무에 관하여 부정한 청탁을 받고 재물 또는 재산상의 이익을 취득하거나 제3자로 하여금 이를 취득하게 한 때에는 5년 이하의 징역 또는 1천만원 이하의 벌금에 처한다.  <개정 2016.05.29.>
②제1항의 재물 또는 이익을 공여한 자는 2년 이하의 징역 또는 500만원 이하의 벌금에 처한다.  <개정 1995.12.29.>
③범인 또는 정(情)을아는 제3자가 취득한 제1항의 재물은 몰수한다. 그 재물을 몰수하기 불능하거나 재산상의 이익을 취득한 때에는 그 가액을 추징한다.

第357條(背任收贈財) ① 他人의 事務를 處理하는 者가 그 任務에 關하여 不正한 請託을 받고 財物 또는 財産上의 利益을 取得한 者는 5年 以下의 懲役 또는 1千萬원 以下의 罰金에 處한다. <改正 2016.05.29.>
②第1項의 財物 또는 利益을 供與한 者는 2年 以下의 懲役 또는 500萬원 以下의 罰金에 處한다. <改正 1995.12.29.>
③犯人이 取得한 第1項의 財物은 沒收한다. 그 財物을 沒收하기 不能하거나 財産上의 利益을 取得한 때에는 그 價額을 追徵한다.

## 판례
- 배임수재죄의 수재자에 대한 부정한 청탁이라 함은 업무상 배임에 이르는 정도는 아니나 사회상규 또는 신의성실의 원칙에 반하는 것을 내용으로 하는 청탁을 의미하므로 방송국에서 프로그램의 제작연출 등의 사무를 처리하는 프로듀서가 특정 가수의 노래만을 편파적으로 선곡하여 계속 방송하여서는 아니되고 청취자들의 인기도, 호응도 등을 고려하여 여러 가수들의 노래를 공정성실하게 방송하여야 할 임무가 있음에도 담당 방송프로그램에 특정 가수의 노래만을 자주 방송하여 달라는 청탁은 사회상규나 신의성실의 원칙에 반하는 부정한 청탁이라 할 것이다[1]

- 형법 제357조 제1항에 정한 배임수재죄는 타인의 사무를 처리하는 자가 그 임무에 관하여 부정한 청탁을 받고 재물 또는 재산상의 이익을 취득한 경우에 성립하는 범죄로서 원칙적으로 타인의 사무를 처리하는 자라야 그 범죄의 주체가 될 수 있고, 그러한 신분을 가지지 아니한 자는 신분 있는 자의 범행에 가공한 경우에 한하여 그 주체가 될 수 있으며, 법문상 타인의 사무를 처리하는 자가 그 임무에 관하여 부정한 청탁을 받았다 하더라도 자신이 아니라 다른 사람으로 하여금 재물 또는 재산상의 이익을 취득하게 한 경우에는 위 죄가 성립하지 않음이 명백하고, 다만 사회통념상 그 다른 사람이 재물 또는 재산상 이익을 받은 것을 부정한 청탁을 받은 자가 직접 받은 것과 같이 평가할 수 있는 관계가 있는 경우에만 위 죄가 성립할 수 있다.

- 형법 제357조 제1항의 배임수재죄는 타인의 사무를 처리하는 자가 그 임무에 관하여 부정한 청탁을 받고 재물 또는 재산상의 이익을 취득한 경우에 성립하고 같은 조 제2항의 배임증재죄는 제1항의 재물 또는 이익을 공여한 경우에 성립하는 것으로서

- 타인의 사무를 처리하는 자가 그 임무에 관하여 부정한 청탁을 받은 이상 그 후 사직으로 인하여 그 직무를 담당하지 아니하게 된 상태에서 재물을 수수하게 되었다 하더라도, 그 재물 등의 수수가 부정한 청탁과 관련하여 이루어진 것이라면 배임수재죄가 성립한다[2]

- 섭외 및 예금 담당의 은행지점차장이 지점장으로부터 중소기업시설자금 대출 대상자를 물색하라는 지시를 받고 그 대출적격이 없는 자의 위장대출을 묵인 선처하여 달라는 청탁을 받아 대부 담당대리로 하여금 그 대출절차를 밟도록 하여주고 그 청탁의 대가로 금원을 교부받았다면 배임수재죄가 성립한다[3]

- 종합병원 소속 의사들이 의약품수입업자로부터 일정 비율의 사례비를 줄터이니 수입하여 독점판매하고 있는 특정약을 본래의 순환기 질환뿐 아니라 내분비 등 거의 모든 병에 잘 듣는 약이니 그러한 환자에게 원외처방하여 위 약을 많이 사먹도록 해달라는 부탁을 받고 금원을 교부받은 경우, 위와 같은 행위는 배임수재죄를 구성한다[4]

- 배임수재죄와 배임증재죄는 통상 필요적 공범의 관계에 있기는 하나 이것은 반드시 수재자와 증재자가 같이 처벌받아야 하는 것은 아니고 증재자에게는 정당한 업무에 속하는 청탁이라도 수재자에게는 부정한 청탁이 될 수도 있는 것이다[5]

- 형법 제357조 제1항의 배임수재죄로 처벌하기 위하여는 타인의 사무를 처리하는 자가 부정한 청탁을 받아들이고 이에 대한 대가로서 재물 또는 재산상의 이익을 받은 데에 대한 범의가 있어야 할 것이고, 또 배임수재죄에서 말하는 '재산상의 이익의 취득'이라 함은 현실적인 취득만을 의미하므로 단순한 요구 또는 약속만을 한 경우에는 이에 포함되지 아니한다. 골프장 회원권에 관하여 피고인 명의로 명의변경이 이루어지지 아니한 이상 피고인이 현실적으로 재산상 이익을 취득하지 않았으므로 배임수재죄는 성립하지 아니한다[6]

- 대학교수가 특정출판사의 교재를 채택하여 달라는 청탁을 받고 교재 판매대금의 일정비율에 해당하는 금원을 받은 경우 배임수재죄가 성립된다[7]

- 아파트 건축회사 협상대표(갑)가 각 세대당 금 2백만 원의 보상금지급요구 문제 등에 관한 협상권한을 위임받은 아파트입주자 대표들(을)에게 보상금을 전체 금 2천만원으로 대폭 감액하여 조속히 합의하여 달라고 부탁한 것은 ‘부정한 청탁’에 해당한다[8]

- 대학교 부총장이 의과대학부속병원의 부대시설 운영권을 인수하는 데 우선적으로 추천하여 달라는 부정한 청탁을 받고 그 사례비를 받은 경우, 배임수재죄를 구성한다[9]

- 하도급받은 자가 감독할 지위에 있는 자에게 공사감독을 까다롭게 하지 말고 잘 보아 달라는 취지로 수차례 금원을 교부한 경우라면 공사감독을 까다롭게 하지 말아 달라는 취지의 위 청탁은 그것이 묵시적이라 하더라도 사회상규 또는 신의성실의 원칙에 반하는 부정한 청탁에 해당한다[10]

- 타인의 사무를 처리하는 자가 그 임무에 관하여 부정한 청탁을 받은 이상 그후 사무분담 변경으로 그 직무를 담당하지 아니하게 된 상태에서 재물을 수수하게 되었다 하더라도 여전히 타인의 사무를 처리하는 지위에 있고, 그 재물 등의 수수가 부정한 청탁과 관련하여 이루어진 것이라면 배임수재죄는 성립한다[11]

1. ↑  90도2257
2. ↑  97도2042
3. ↑  80도2130
4. ↑  91도413
5. ↑  90도2257
6. ↑  98도4182
7. ↑  95도2090
8. ↑  92도2033
9. ↑  91도2543
10. ↑  87도1445
11. ↑  87도414

## 같이 보기
- 횡령죄
- 배임죄